# Брук (Кентуккі)
Брук (англ. Broeck Pointe) — місто (англ. city) в США, в окрузі Джефферсон штату Кентуккі. Населення — 245 осіб (2020).

## Географія
Брук розташований за координатами 38°17′45″ пн. ш. 85°35′7″ зх. д. / 38.29583° пн. ш. 85.58528° зх. д. (38.295908, -85.585145).  За даними Бюро перепису населення США в 2010 році місто мало площу 0,19 км², з яких 0,19 км² — суходіл та 0,00 км² — водойми.

## Демографія
Згідно з переписом 2010 року, у місті мешкали 272 особи в 96 домогосподарствах у складі 86 родин. Густота населення становила 1468 осіб/км².  Було 97 помешкань (524/км²).
Расовий склад населення:
| - 94,5 % — білих - 4,8 % — чорних або афроамериканців |

До двох чи більше рас належало 0,7 %. Частка іспаномовних становила 0,4 % від усіх жителів.
За віковим діапазоном населення розподілялося таким чином: 26,1 % — особи молодші 18 років, 57,0 % — особи у віці 18—64 років, 16,9 % — особи у віці 65 років та старші. Медіана віку мешканця становила 43,8 року. На 100 осіб жіночої статі у місті припадало 110,9 чоловіків;  на 100 жінок у віці від 18 років та старших — 97,1 чоловіків також старших 18 років.
Середній дохід на одне домашнє господарство  становив 115 998 доларів США (медіана — 107 917), а середній дохід на одну сім'ю — 120 172 долари (медіана — 113 750). Медіана доходів становила 62 500 доларів для чоловіків та 69 000 доларів для жінок. За межею бідності перебувало 0,7 % осіб, у тому числі 0,0 % дітей у віці до 18 років та 1,8 % осіб у віці 65 років та старших.
Цивільне працевлаштоване населення становило 151 осіб. Основні галузі зайнятості: освіта, охорона здоров'я та соціальна допомога — 29,8 %, фінанси, страхування та нерухомість — 13,9 %, роздрібна торгівля — 11,9 %, науковці, спеціалісти, менеджери — 10,6 %.